# Düchelsdorf
Düchelsdorf est une commune de l'arrondissement du duché de Lauenbourg, dans le Land du Schleswig-Holstein.

## Histoire

Düchelsdorf dans l'arrondissement du duché de Lauenbourg

Le village est mentionné pour la première fois dans un document en 1337. En 1520, elle devient une exclave de Lübeck. En 1937, elle intègre l'arrondissement du duché de Lauenbourg puis en 1948 l'Amt Berkenthin.